# Magdalena Ostolska
Magdalena Ostolska (ur. w 1972) – polska aktorka filmowa, telewizyjna i dubbingowa. W 1995 roku została absolwentką Państwowej Wyższej Szkoły Teatralnej we Wrocławiu.

## Filmografia

### Filmy
- 1998: Historia kina w Popielawach – pielęgniarka
- 2002: Chopin. Pragnienie miłości
- 2006: Wszyscy jesteśmy Chrystusami

### Gościnnie
- 1980–2000: Dom
- 1997–: Klan – policjantka
- 1999–: Na dobre i na złe –
  - dziennikarka,
  - Kamila Kotowicz,
  - matka Wioli
- 2000–: Sukces
- 2000–: M jak miłość – Liliana Korcz
- 2000–2001: Adam i Ewa – Sekretarka w „Wikam”
- 2000–2001: Miasteczko – uczestniczka programu „Magnes”
- 2000–: 13 posterunek 2
- 2000–2012: Plebania –
  - recepcjonistka,
  - Ela Woźniak
- 2002–2003: Kasia i Tomek – krawcowa
- 2002–2010: Samo życie – dyspozytorka w „Taxi Marka”
- 2003–: Na Wspólnej –
  - pielęgniarka,
  - Matylda Zelnik
- 2003–2005: Defekt – fryzjerka
- 2004–2008: Kryminalni – zakonnica Anna
- 2005–2006: Okazja – kasjerka
- 2006–2016: Ranczo – żona Winieckiego
- 2006–2007: Kopciuszek – sekretarka w dziekanacie
- 2007–: Barwy szczęścia – nauczycielka historii
- 2007–2008: I kto tu rządzi? – ekspedientka
- 2008–2013: Czas honoru – dozorczyni sprzątająca ulicę
- 2008–: Ojciec Mateusz – Janiakowa
- 2011–: Komisarz Alex – Maria Klenczon
- 2002–2015: Prawo Agaty – lekarka
- 2014: O mnie się nie martw – kobieta na ulicy
- 2016–2018: Druga szansa – instrumentariuszka

## Dubbing
- 1997–2002: Pokémon –
  - matka Jamesa (odc. 48),
  - Reiko (odc. 53),
  - Cassidy (odc. 57, 86, 157),
  - Charity (odc. 83),
  - Reporterka (odc. 89),
  - Mahri (odc. 103),
  - Mary (odc. 139),
  - Maizie (odc. 142–144),
  - Benny (odc. 146),
  - Trixie (odc. 153),
  - Sakura (odc. 183),
  - Peggy (odc. 188),
  - Alexa (odc. 205),
  - Janina (odc. 208–209)